# Espacialització sonora
El concepte d'espacialització sonora sorgeix des de l'àmbit musical sent estudiada des de segles enrere. La capacitat sensorial de l'oïda humana permet que, a través del so, es puguin construir espais generant, de manera simultània en el temps, sensacions de direcció i profunditat. És, per tant, la possibilitat d'ubicar en temps i espai real un instrument musical o font sonora. Normalment, la font sonora manté una ubicació espacial puntual o es mou respecte a l'oient. Un dels primers experiments utilitzà aquest mètode: mentre l'oient estava assegut, l'instrumentista tocava mentre s'anava movent per l'espai, de manera que l'oient era capaç de distingir la font sonora.

## Font sonora
Es denomina font sonora al procés mitjançant el qual un so és manipulat per generar a l'espectador la sensació d'estar movent-se en un espai, sigui real o virtual. També es pot entendre a la font sonora des de la concepció causalista que succeeix quan l'oient localitza el so en funció del seu origen espacial.
La localització d'un so es troba subordinada a l'activitat interna de l'oient: el nostre sensor timpànic s'encarrega de localitzar l'origen dels sons i la distància on es troba la font sonora respecte a l'oient, és a dir l'acústica.
Per altra banda, tenim el concepte definit per Denis Arthur Smalley anomenat espectromorfologia per descriure experiències auditives relacionades amb l'evolució de l'espectre sonor a través del temps.

## Espacialització virtual
Des que l'edició sonora és possible (a partir de la cinta magnètica) s'ha pogut creat i entendre el concepte de l'espacialització virtual. Aquesta busca simular mitjançant processaments (generalment digitals, tot i que es pot fer també en forma analògica) a les variacions físiques (acústiques) que passarien en el cas que la font es mogués. Perquè es puguin escoltar, aquestes simulacions són reproduïdes mitjançant almenys dues fonts sonores (altaveus). L'efecte serà més real com fonts hi hagi o depenent de la tècnica de gravació que s'utilitzi.

L'espacialització sonora dona l'oportunitat de crear i contraposar espais sonors inexistents. És, en l'àmbit de l'experimentació sonora, de summa rellevància. Actualment, l'espacialització sonora s'utilitza com a eina per dissenyar una narrativa sonora de manera que es creïn, reconstrueixin o s'imitin entorns sonors, estimulant a l'oient una experiència sonora multidireccional.

## Fenòmens acústics i psicoacústics
En l'àmbit de l'estudi de l'espacialització sonora es desenvolupen una sèrie de fenòmens tan acústics com psicoacústics:
1. ITD (Interaural Time Difference): és la diferència de temps que existeix entre un senyal acústica que arriba d'una orella a l'altre. La velocitat de propagació del so a l'aire és de 340 mps. No obstant això, pateix variacions d'acord amb la freqüència a causa de les interferències (difracció del mateix cap) i la seva percepció es veu afectada així mateix en baixes freqüències quan la longitud d'ona és prou llarga perquè la diferència de fase entre el senyal percebut per ambdues orelles sigui menyspreable.
2. IID (Interaural Intensity Difference) o ILD (Interaural Level Difference): és la diferència d'intensitat o amplitud que hi ha entre el senyal que arriba a una orella i a l'altra. Aquesta diferència obeeix a la inversa del quadrat de la distància, com a la ITD, també es veu afectada pel cap i els pavellons auriculars (orelles), que actuen com a filtre reforçant algunes freqüències i atenuant-ne d'altres.
3. Efecte Doppler: és un efecte de compressió/descompressió que pateixen les ones acústiques a causa del moviment entre una font i un oient, que produeix una desviació en la longitud d'ona i, per tant, a l'altura percebuda. És el típic efecte que s'escolta quan s'apropa o s'allunya un automòbil a gran velocitat.
4. Reverberació: la localització espacial mitjançant l'escolta binaural d'una font sonora es veu afectada pel recinte en què estigui sonant.

## Mètodes d'espacialització
- Paneig per intensitat: és un dels primers mètodes utilitzats, i un dels més comuns. Es basa en l'efecte de la IID o ILD, i consisteix en calcular l'amplitud o intensitat relativa que haurien de tenir les fonts acústiques reals (parlants) per simular una font virtual espacialitzada en una ubicació determinada. Per exemple, en el cas més simple d'un sistema estèreo, per fer que alguna cosa soni en el mig, el senyal haurà d'aparèixer amb la mateixa intensitat en ambdós parlants, mentre que si es vol fer que soni cap a un costat, haurà de ser major la intensitat del canal corresponent a aquell costat respecte a l'altre. És interessant notar que si bé aquest sistema funciona prou bé, al basar-se únicament en el IID, la localització es veurà afectada per aquells paràmetres que poden anar en contra de l'efecte d'espacialització desitjat. Per exemple, mitjançant l'efecte de Haas, es pot aconseguir que si un so arriba abans en un canal que a l'altre, tot i que soni més fort aquest últim, es percep com a provinent del primer.
- Ambisonics: inventat per Michael A. Gerzon, Peter Fellgett i John Hayes al començament de la dècada del 1970, és un mètode de gravació, codificació, descodificació i reproducció del so en tres dimensions. Per a la gravació i codificació s'utilitzen quatre micròfons independents ubicats en un punt de l'espai. Mitjançant aquest mètode, s'aconsegueix tenir un registre de les variacions de fase i intensitat de el senyal acústic en els tres eixos de l'espai (tres dels micròfons són direccionals), i un registre global (el micròfon restant és omnidireccional). Amb això, s'aconsegueix codificar la informació acústica de manera que permet més tard descodificar-la a un nombre arbitrari de canals i diversos tipus d'ubicació de parlants. Com que la fase és conservada i pot ser reproduïda posteriorment, no presenta les limitacions pròpies del paneig per intensitat.[5]
- HRTF: de l'anglès Head-related transfer function (funció de transferència relativa al cap), és un mètode aprofitat al màxim en escoltes binaurals (amb auriculars), i consisteix en la gravació de múltiples respostes a impulsos gravades en micròfons ubicats en els llocs corresponents als timpans en caps artificials. Aquests múltiples impulsos són generats en una esfera al voltant del cap, i degut a les seves característiques espectrals (de banda ampla), permeten obtenir en una forma molt exacta la resposta que té un cap de mitjana davant un estímul sonor provinent d'aquella posició. Per tant, mitjançant un procés de convolució és possible fer que un senyal qualsevol soni en un sistema binaural com si provingués del lloc de l'impuls utilitzat.[6]

## Processament de l'espacialització sonora a la imatge
Les possibilitats narratives i expressives del so no depenen només d'aquest, sinó també de la forma en què està processat:
1. Panoramització: la imatge dona molta informació, i el so ajuda al fet que aquesta sigui rebuda a l'espectador de manera concisa i entenedora. És per això que treballar la panoramització és molt important per tal de poder obtenir una sensació de direccionalitat.
2. Volum espacial: es distingeix dins d'aquest la reverberació i la intensitat. La reverberació pot ser major i menor, i dependrà sobretot de l'espai de l'escena; si el personatge es troba dins d'una casa, s'utilitza una reverberació disminuïda per obtenir un so més sec, però si és a una església, llavors augmenta gradualment l'efecte. No obstant això, l'efecte de reverberació també es pot assolir ajustant i variant la distància entre el micròfon i la font sonora. Per altra banda, el tractament de cada objecte sonor amb una intensitat diferent permet situar-lo en diferents llocs de l'espai sonor de manera que al moure'l es modifica la sensació de perspectiva sonora.
3. Sons fora de camp: de vegades els sons donen certa informació que la imatge és incapaç de mostrar a l'espectador. Els sons fora de camp són una eina molt útil per resoldre els problemes que els recursos visuals comporten. Aquests obstacles poden ser des de falta de pressupost, fins a la voluntat de crear suspens a partir de la no-imatge, d'allò que no es pot veure però sí que es pot escoltar.[7]